# Emma Janke

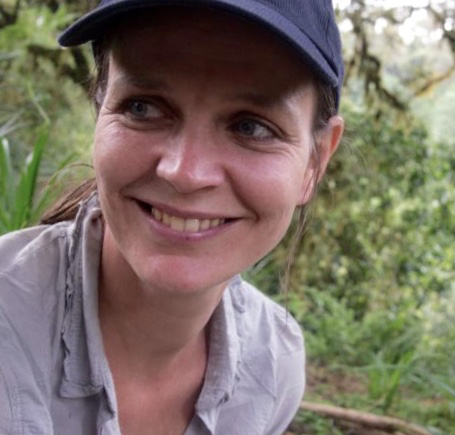
Emma Janke, 2017.

Emma-Sara Janke, född 19 augusti 1974, är en svensk journalist, regissör, radioproducent och författare. 2005 fick hon Stora radiopriset samt Ikarospriset för sin radiodokumentär Barna var hans.
Emma Janke har gjort en rad dokumentärer för P3 Dokumentär och Sveriges Radio P1. 2015 tilldelades hon Susanne Björkmans stipendium  för dokumentären Verklighetens Lilja 4-ever. Hon var programledare i Utbildningsradions programserie Stop! samt redaktör för tidningen Glöd. Janke har också arbetat med radio och teater i internationella samarbeten. 2017 gjorde hon radio och teater om flickors rättigheter i Kenya.
2019 sändes P3 serien fallet Alma Diaz, ett thrillerdrama med manus av Mattias Grosin, Emma Janke, Moa Larsson och Laura Wihlborg, regisserat och producerat av Janke och Laura Wihlborg.  2020 sändes den fiktiva radio thrillern Det ingen såg i YLE arena, där Jahnke  var medförfattare och regissör tillsammans med Laura Wihlborg.  2021 sädes Tjuvlyssnat i Sveriges Radio med programledaren Tusse efter manus och  i regi av Janke och Laura Wihlborg. 2023 släppte Sveriges Radio P3 serien Brottskod 06 som tilldelades Nordiska drama priset, 
Emma Janke har även skrivit böckerna Ett hjärta i jeans från 1997 och Uppror pågår från 1999 med Fanny Ambjörnsson, Siri Ambjörnsson, Maria Jönsson och Erika Sörensson.